# Patricius

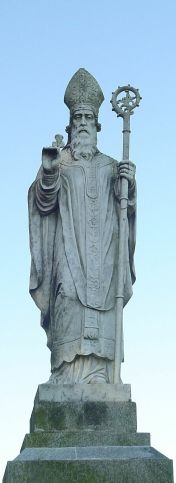
Beeld van Patricius

Patricius (Engels: Saint Patrick, Iers: Naomh Pádraig; eind 4e eeuw – nabij Downpatrick, 17 maart 461) was een heiligverklaarde, Romeins-Britse missionaris en bisschop. Hij was actief in de vijfde eeuw. Van het begin van zijn activiteiten, noch van zijn geboorte zijn exacte gegevens bekend.

## Biografie
Patricius zou geboren zijn in Romeins Britannia. Er zijn twee boeken van Patricius' hand, de Belijdenis en de Brief aan de soldaten van Coroticus. Daarin wordt duidelijk dat hij als jongen van 16 door Ierse heidenen als slaaf naar het eiland gebracht werd. Daar werd hij schaapherder en leerde Iers. Door een visioen kon hij vluchten en keerde hij naar zijn ouders terug, maar volgens een andere legende werd hij door heidense Ieren na 6 jaar naar Gallië gebracht.
Hij volgde de priesteropleiding in Auxerre in het toenmalige Gallië. Paus Celestinus I (422-432) gaf hem in 431 de opdracht het heidense Ierland te kerstenen. Hij keerde naar het eiland terug om op de meest afgelegen plekken waar nog nooit een prediker gezien was het christendom te brengen. Mogelijk werd hij door zijn vroegere leraar, bisschop Germanus van Auxerre, tot eerste bisschop van Ierland gewijd. Hij had het niet makkelijk, omdat de katholieke Britten hem minachtten vanwege zijn lagere achtergrond en de Ieren hem wantrouwden omdat hij een vreemdeling was. Halverwege de 5e eeuw vestigde hij zijn bisschopszetel in Armagh. Hij zou honderden kerken hebben gesticht. Hij overleed in of na 461, mogelijk in Armagh of Saul (bij Downpatrick), waar hij is begraven.

## Nalatenschap
In later tijden (7e eeuw) werd vooral in het bisdom Armagh, dat het primaat van Ierland opeiste, zorgvuldig een cultus rond zijn persoon opgebouwd. Patricius groeide uit tot dé Ierse heilige bij uitstek voor zijn werk bij het omschakelen van de Ierse dominante levensbeschouwing van het Keltisch polytheïsme naar het christendom.
De feestdag van Patricius, 17 maart, Saint Patrick's Day of Lá Fhéile Pádraig (dat is: Feestdag van Pádraig), is de nationale feestdag van Ierland.
Patricius is de patroon van kuipers, mijnwerkers, smeden en het vee en hij beschermt tegen ongedierte, veeziekte en het kwaad.

## Legenden

### Slangen
Een legende over hem vertelt hoe hij de slangen uit Ierland verdreef (vandaar dat er geen slangen zijn op het eiland). De slang is een metafoor voor de vroege heidense religies van Ierland. St. Patrick bracht het christendom naar Ierland en heeft zo goed werk gedaan dat praktisch al het heidendom uit het land verdween (zonder zelf de heidenen te verdrijven). Hij deed zulk goed werk met de omzetting van het hele land naar de nieuwe religieuze overtuigingen dat het oude systeem nagenoeg werd geëlimineerd.
Sommige paganisten en heksen voeren een stil protest tegen St. Patrick door het dragen van een slang op hun jas of shirt. Ook wordt soms de voordeur versierd met een Lente Slangen Krans, een krans van takken en vers groen versierd met slangen.

### Klaverblad
Een andere legende vertelt hoe hij een shamrock, een klaverblad, gebruikte als symbool voor de goddelijke Drie-eenheid van het katholieke geloof. Hij wordt ook voornamelijk afgebeeld met de shamrock in zijn hand, en het klaverblad is ook een embleem voor Ierland (hoewel de harp het officiële symbool is).